# Frösakull
Frösakull is een plaats in de gemeente Halmstad in het landschap Halland en de provincie Hallands län. De plaats heeft 1635 inwoners (2005) en een oppervlakte van 205 hectare.